# Ben Starosta
Ben Mark Starosta (* 7. Januar 1987 in Sheffield, England) ist ein polnischer Fußballspieler. Er besitzt auch den britischen Pass.

## Vereinskarriere
Starosta lernte das Fußballspielen bei Sheffield United. Zur Saison 2005/06 kam er in die erste Mannschaft, wurde jedoch nicht eingesetzt. In der Folgezeit wurde Starosta an tieferklassige Mannschaft wie Tamworth FC, FC Brentford, Bradford City oder Aldershot Town ausgeliehen, um Spielpraxis zu sammeln. Ende 2008 wurde er an den polnischen Erstligisten Lechia Gdańsk ausgeliehen, bei dem er die Hinrunde der Saison 2008/09 bestritt. Zur Rückrunde kam er wieder zu Sheffield United zurück. Im Sommer 2009 verließ er den Club in Richtung FC Darlington. Nach einem halben Jahr wechselte er zu Alfreton Town und im Mai 2010 nach Australien in die Victorian Premier League zu Dandenong Thunder. Von Januar bis Juli 2011 war er vereinslos, bevor ihn der polnische Drittligist Miedź Legnica unter Vertrag nahm. Im Sommer 2012 stieg er mit dem Verein in die zweite Liga auf, sein Vertrag wurde jedoch Ende August 2012 vorzeitig aufgelöst. Ende Januar 2013 unterschrieb Starosta einen Vertrag beim Meister der philippinischen United Football League, dem Global FC. Hier kam er regelmäßig zum Einsatz und wurde mit dem Klub 2014 philippinischer Meister. Zur Rückrunde der Saison 2014/2015 wechselte er zurück nach England in der Conference National zu Nuneaton Town FC. Seit seinem Abgang sechs Monate später ist er nur noch bei unterklassigen Vereinen aktiv.

## Nationalmannschaft
Obwohl Starosta einige Einsätze für die U-15-Nationalmannschaft Englands bestritten hatte, entschied er sich, für den polnischen Verband zu spielen und absolvierte fünf Einsätze für die U-20-Nationalmannschaft Polens. Er nahm mit Polen an der Junioren-Fußballweltmeisterschaft 2007 in Kanada teil.

## Erfolge
- Philippinischer Meister: 2014